# Етьєн Вассен
Етьєн Вассен Бурнет (нід. Etienne Vaessen Burnet, нар. 26 липня 1995, Бреда, Нідерланди) — суринамський футболіст, воротар нідерландського клубу «Гронінген» та національної збірної Суринаму.

## Ігрова кар'єра

### Клубна
Етьєн Вессен починав грати на аматорському рівні. У 2015 році воротар у віці двадцяти років приєднався до клубу «Валвейк». У складі цього клубу Вессен дебютував на професійному рівні в Еерстедивізі 12 серпня 2016 року, коли вийшов на заміну замість травмованого основного воротаря команди. Разом з командою воротар кілька разів піднімався до Ередивізі та знову повертався до Першого дивізіону.
У червні 2024 року Вессен приєднався до клубу «Гронінген», який вийшов з Еерстедивізі. Контракт розрахований на три роки з можливістю продовження ще на рік.

### Збірна
Етьєн Вессен народився і виріс у Нідерландах але має суринамське коріння по лінії свого дідуся. У 2024 році він вирішив грати за національну збірну Суринаму і 5 червня 2024 року зіграв першу гру у складі цієї збірної.